# Volsemenhusen
Volsemenhusen er en by og kommune i det nordlige Tyskland, beliggende i Amt Marne-Nordsee i den sydvestlige del af Kreis Dithmarschen. Kreis Dithmarschen ligger i den sydvestlige del af delstaten Slesvig-Holsten.

## Geografi
Volsemenhusen er en landbrugspræget marskkommune, der er inddelt i mange små bebyggelser. Den er beliggende øst for byen Marne og består ud over af selve Volsemenhusen, af bebyggelserne Harsemenhusen, Kannemoor, Kannemoorfelde, Klitzhusen, Norderlandsteig, Norderwisch, Rösthusen, Süderlandsteig, Süderwisch, Schüttung, og Westerhusen.